# Spin That Wheel
Spin That Wheel — песня бельгийской группы Technotronic, выпущенная в 1990 году.

## Релиз
Трек вошёл в состав Teenage Mutant Ninja Turtles: The Original Motion Picture Soundtrack, а также был выпущен в качестве сингла. В некоторых регионах вышел под названием Spin That Wheel (Turtles Get Real). Контекст об употреблении наркотиков из версии саундтрека подвергся цензуре. Ремикс Дэвида Моралеса был включён в альбом Technotronic под названием Trip on This: The Remixes.
В Великобритании выход Spin That Wheel состоялся в январе 1990 года, после чего трек достиг 69 места в чартах, а затем поднялся до 15 позиции благодаря переизданию в сентябре того же года. В США трек занял 69-е место в Billboard Hot 100, 8-е место в Hot Dance Singles Sales, 3-е место в Hot Dance Club Songs и 39-е место в Hot R&B/Hip-Hop Songs.

## Критика
Билл Коулман из Billboard отметил, что «энергия, которую излучает этот трек, удивительна и не может не нагреть танцпол».

## Избранные трек-листы

### UK 7"
1. "Spin That Wheel (Радиоверсия)"
2. "Spin That Wheel (Dub Edit)"

### UK 12" и CD
1. "Spin That Wheel (Radio Version)"
2. "Spin That Wheel (Radio Version)"
3. "Spin That Wheel (Dub Mix)"

### UK 12" maxi-single
1. "Spin That Wheel (Extended Flick Mix)"
2. "Spin That Wheel (Dub Mix)"               6:15
3. "Spin That Wheel (Flick Mix)"
4. "Spin That Wheel (Spin That Body Mix)"
5. "Spin That Wheel (Swing That Beat Mix)"   6:09
6. "Spin That Wheel (Bass-Apella Mix)"       5:56

## Чарты
| Чарт (1990–1991)                     | Пик в рейтинге |
| ------------------------------------ | -------------- |
| Австралия (ARIA)                     | 5              |
| Бельгия/Фландрия (Ultratop 50)       | 21             |
| Canada Dance \|(RPM)                 | 2              |
| Europe (Eurochart Hot 100)           | 46             |
| Ireland (IRMA)                       | 21             |
| Нидерланды (Dutch Top 40)            | 29             |
| Нидерланды (Single Top 100)          | 24             |
| Новая Зеландия (Recorded Music NZ)   | 10             |
| UK Singles (Official Charts Company) | 15             |
| US Billboard Hot 100                 | 69             |

| Chart (1990)                    | Position |
| ------------------------------- | -------- |
| New Zealand (Recorded Music NZ) | 42       |